# ルセイファ
ルセイファ(アラビア語: الرصيفة)はヨルダンのザルカ県の都市。2010年の人口は約28万人で、ヨルダン第4の都市である。

## 地理
ルセイファはヨルダン中央部のザルカ川盆地に位置し、アンマン〜ザルカ高速道路沿いに有る。アンマン・ザルカ・ルセイファは1つの都市圏を形成する。これはレバントではダマスカス都市圏に次いで大きい。

## 経済
1935年、Amin Kamel Kawarがルセイファにリン酸塩工場を設置した。 アンマンやザルカへの近接性やザルカ川の存在によって、重工業が盛んである。1943年、アランボウルギアニアがアンマン〜ダマスカス鉄道の近くで発掘された。

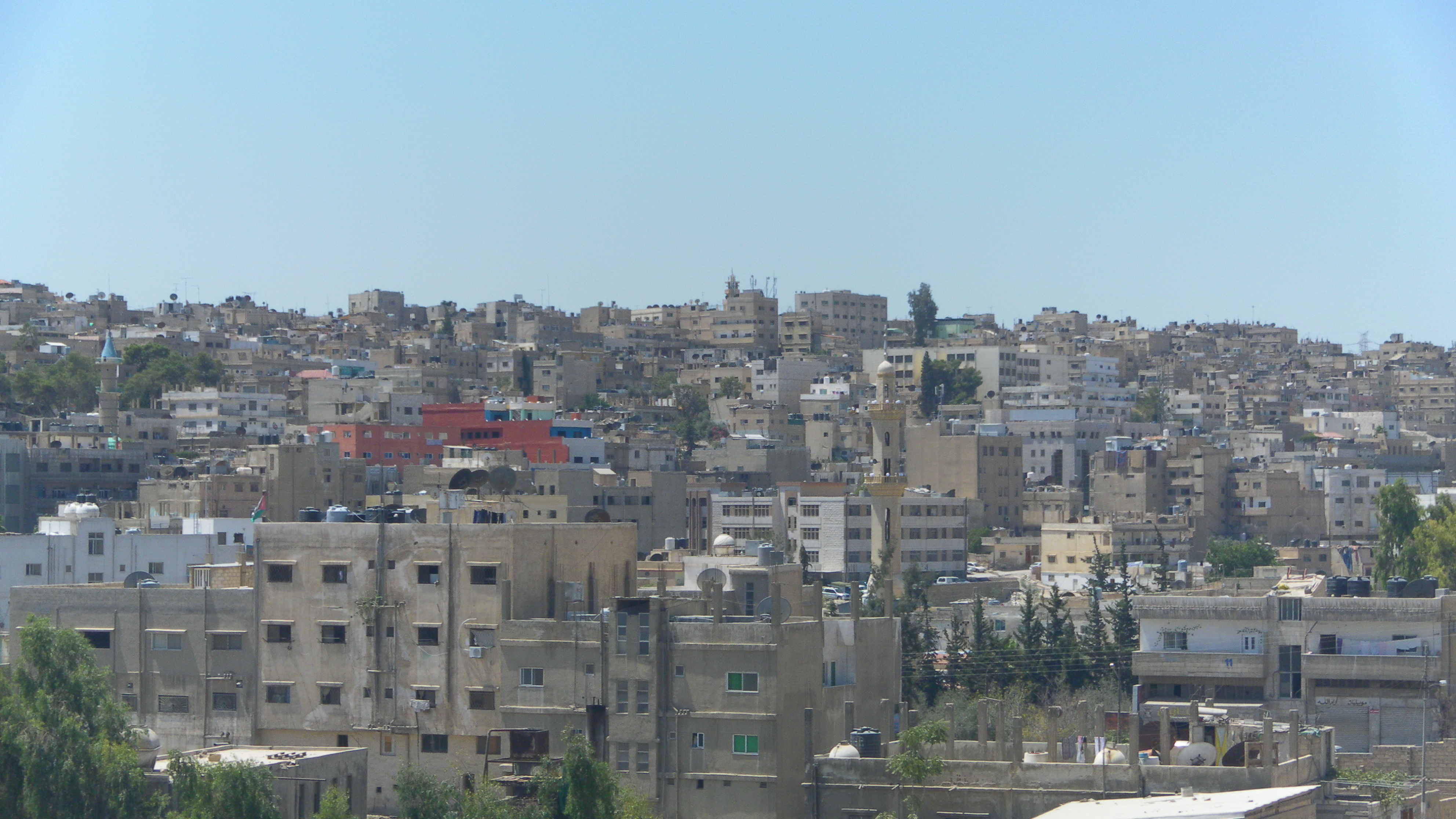
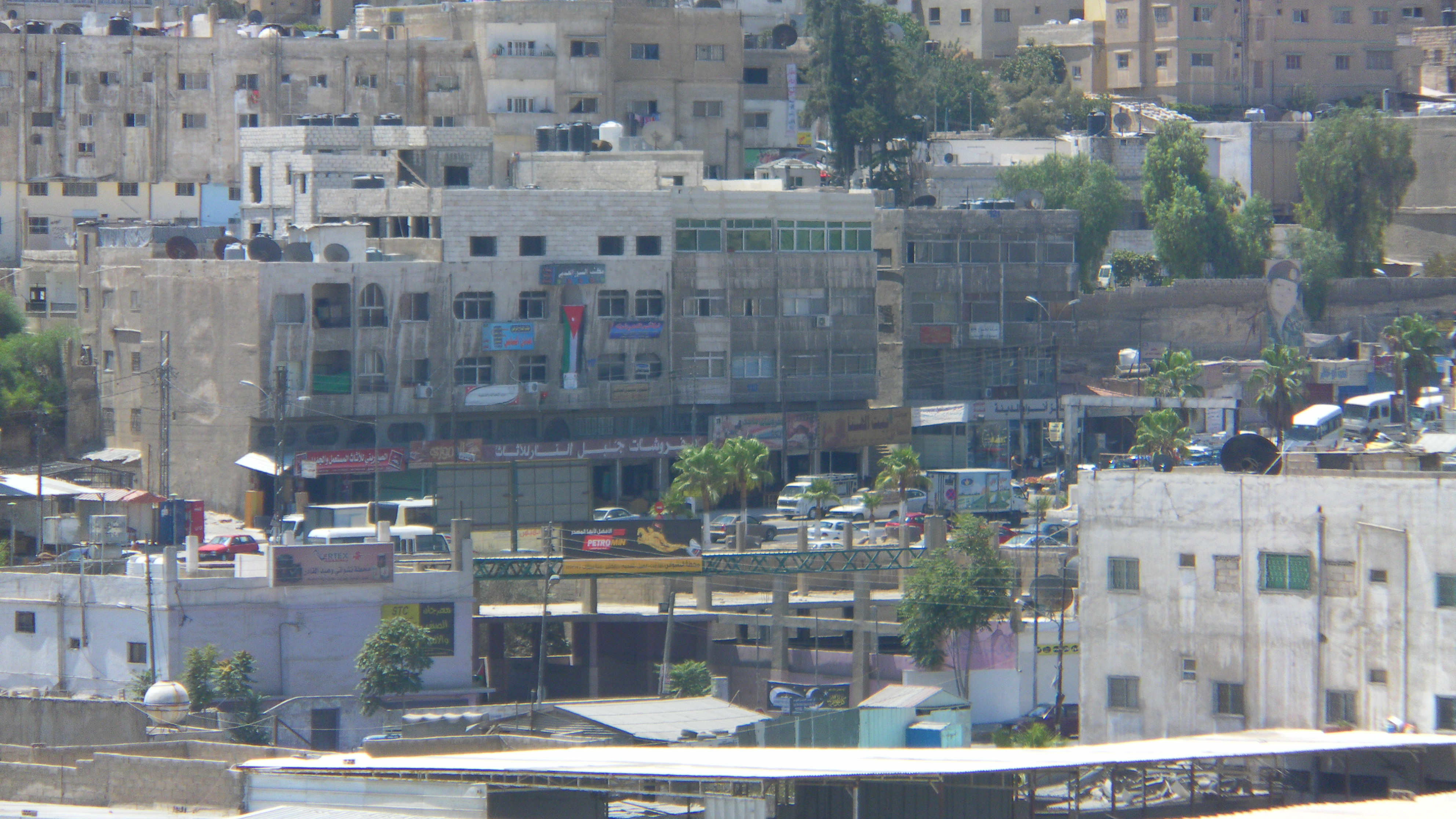
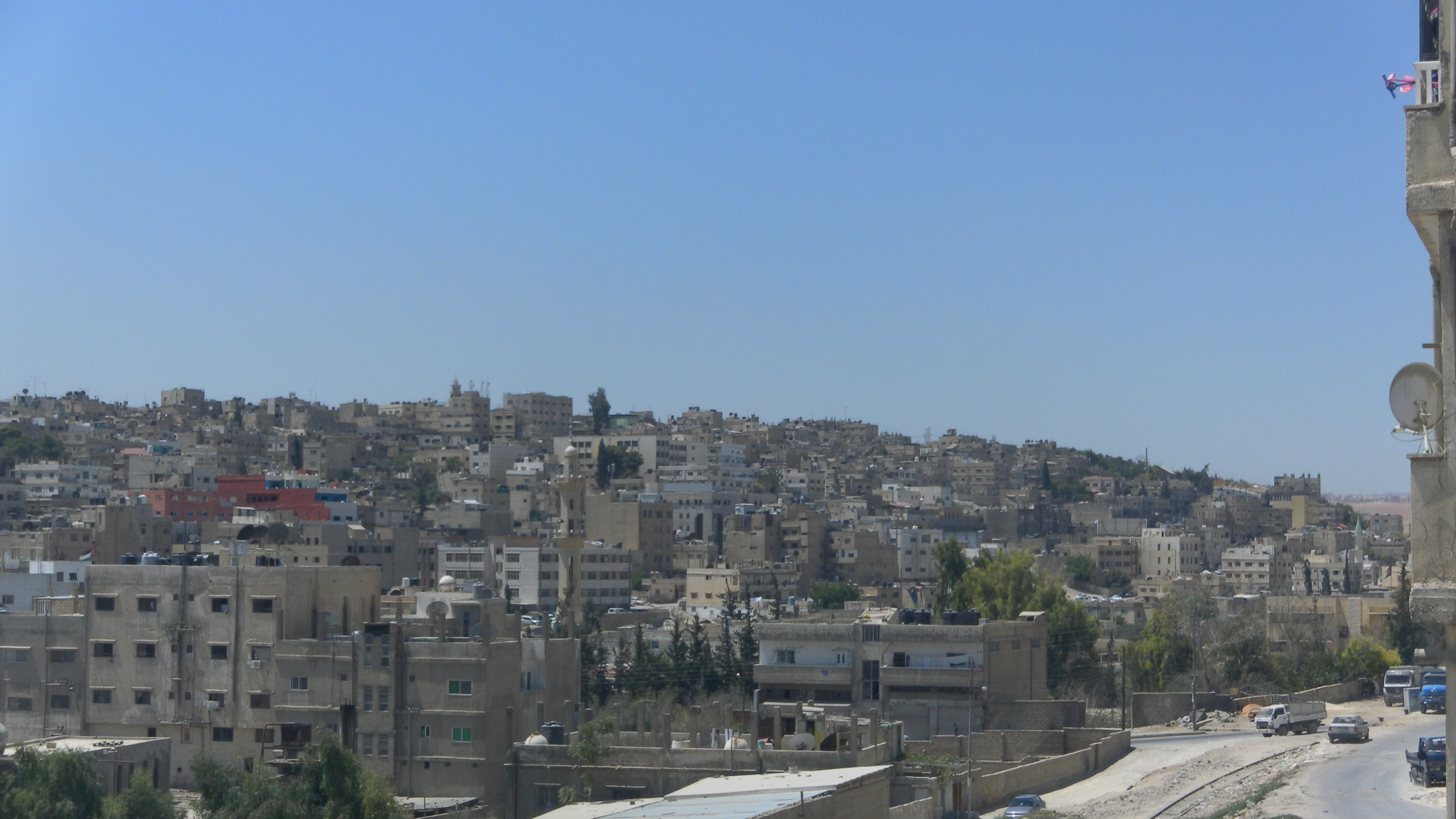
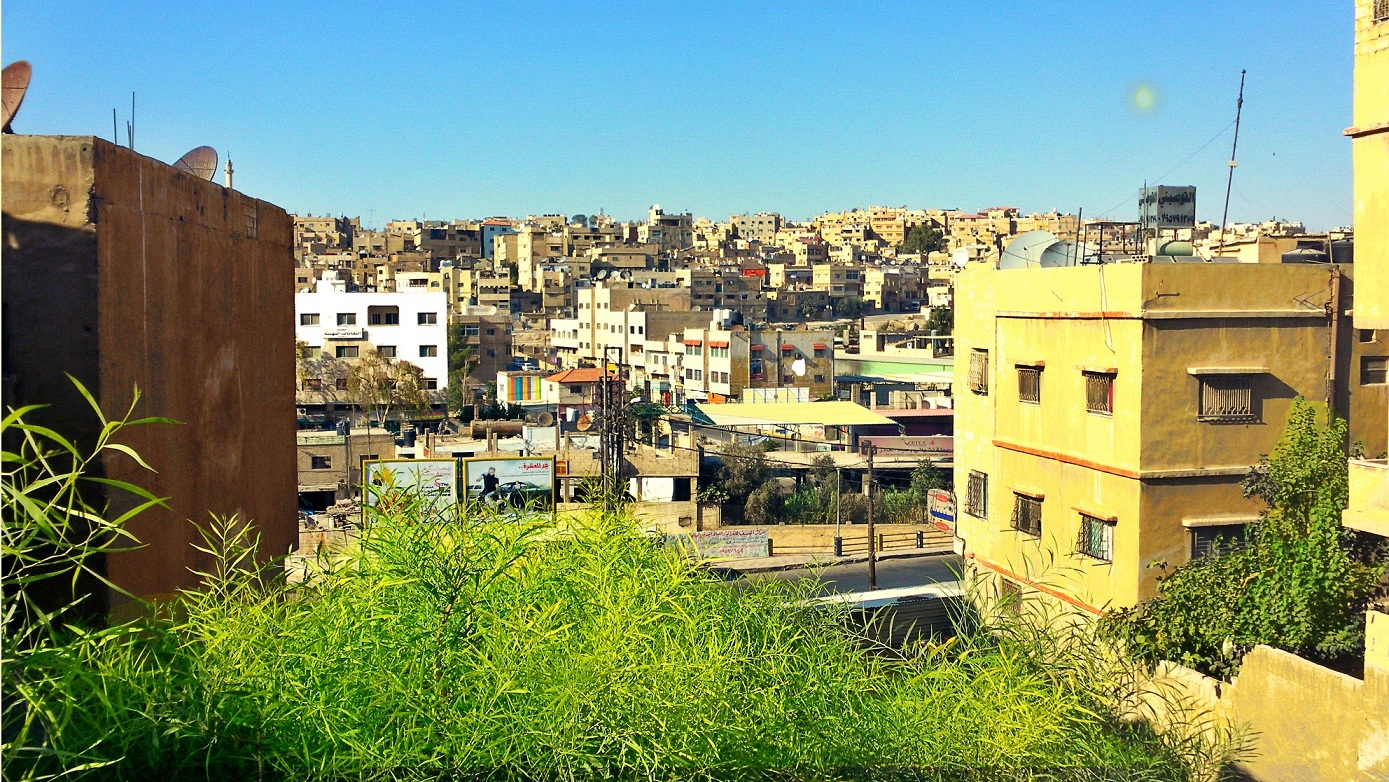